# Hasle (Bornholm)
Hasle è un centro abitato situato sull'isola danese di Bornholm, nel mar Baltico. È un borgo di pescatori situato sulla costa occidentale dell'isola, ha una popolazione di 1637 abitanti.
Hasle si trova 11 km a nord di Rønne.

## Storia
Fino al 2001 Hasle costituiva una municipalità autonoma, attualmente fa parte del comune regionale di Bornholm.

## Monumenti e luoghi d'interesse
Il punto centrale della cittadina è il porto nei cui spazi si svolgono sia eventi locali sia il tradizionale mercato del pesce.
La chiesa di San Pietro (Sankt Peders Kirke), una semplice architettura gotica che risale al  XIV secolo.
Grønbechs Gård, un laboratorio di ceramica e spazio espositivo ospitato in un magazzino del 1875 ristrutturato.
A sud del porto si trova la Hasle Røgeri, l'antico affumicatoio e il collegato museo dell'affumicatura. Qui vengono ancora affumicate le aringhe in modo tradizionale utilizzando legna di ontano processo che viene illustrato all'interno del museo.
A sudest della cittadina, in corrispondenza di un incrocio stradale si trova il Brogårdstein, la più grande pietra runica dell'isola di Bornholm.